# آنیتا (آیووا)
آنیتا (به انگلیسی: Anita) شهری در ایالت آیووا کشور ایالات متحده آمریکا است که جمعیت آن در سرشماری سال ۲۰۱۰ میلادی، ۹۷۲ نفر بوده‌است.